# 1342

## Esdeveniments
- 22 de juny - Pere IV el Cerimoniós és proclamat rei de Mallorca. La Corona de Mallorca torna a estar sota la mateixa corona de Catalunya i Aragó.
- 30 de setembre - Es lliura la batalla de Morlaix, als afores de la vila de Morlaix, a la Bretanya, entre francesos i anglesos, en el marc de la Guerra dels Cent Anys.
- Climent VI és escollit papa.
- Giovanni Boccaccio escriu el seu poema al·legòric Amorosa visione.

## Necrològiques
- 24 d'abril, Avinyó (França): Benet XII, Papa de Roma (n. 1280).[1]